# Gheorghe Mare
Gheorghe Mare (n.  1885, Slobozia Mare județul Ismail – d. 1961, Coșereni, Ialomița, România) profesor, deputat de Cetatea Albă în Sfatului Țării.
La data de 27 martie 1918 Gheorghe Mare a votat Unirea Basarabiei cu România.